# Reinhart Frans van Lansberge

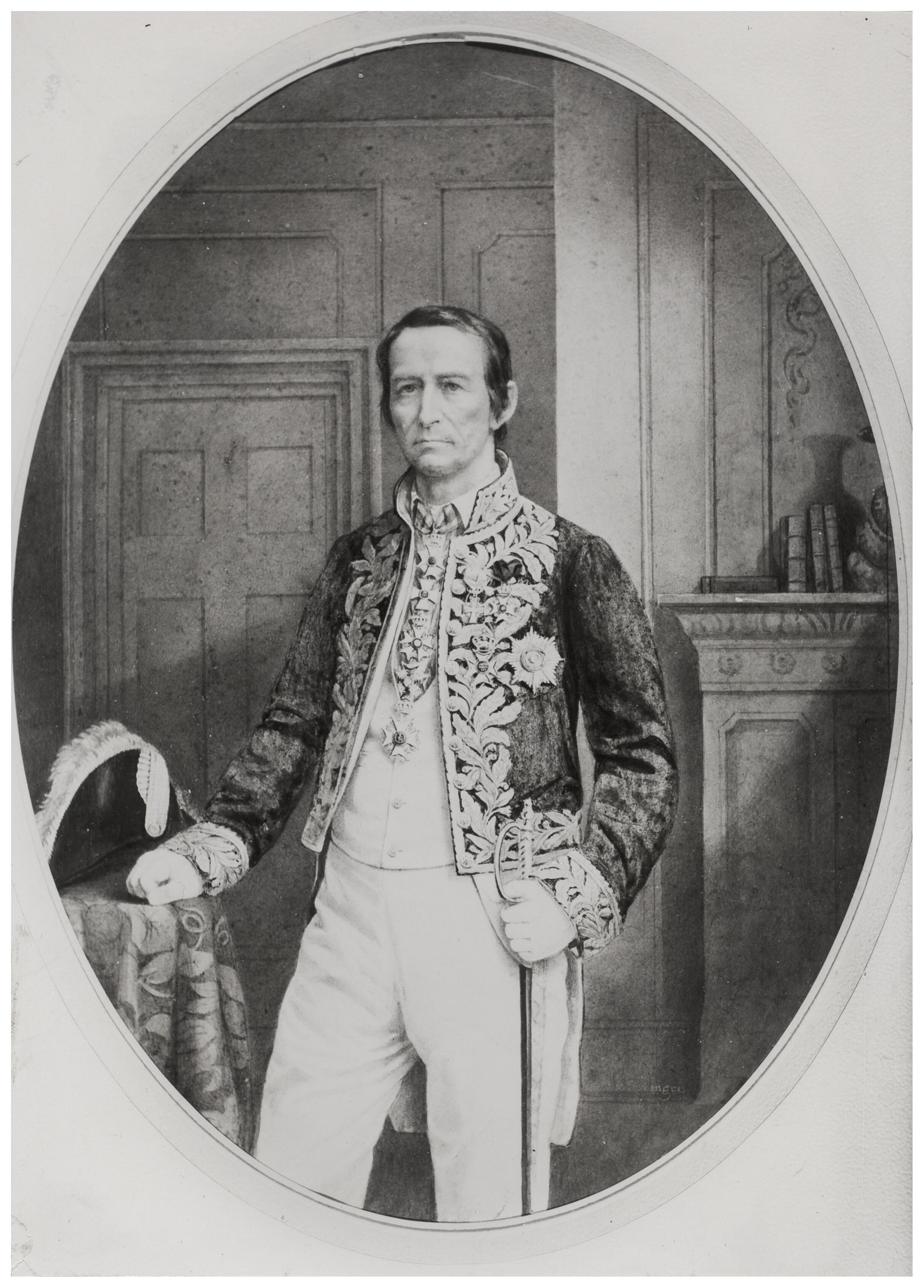
Reinhart Frans van Lansberge door Leendert Springer.

Reinhart Frans Cornelis van Lansberge (Olst, 6 maart 1804 - 's-Gravenhage, 12 mei 1873) was een Nederlands koloniaal bewindsman.
Van Lansberge, lid van de familie Van Lansberge, was een zoon van Jacob van Lansberge (1740-1809), controleur van de Convooien en de Licenties, en Maria Margareta Henrica van Oldenbarneveld gen. Tullingh (1774-1864). Hij was consul-generaal in Venezuela toen hij bij K.B. van 28 april 1855 benoemd werd tot gouverneur van Curaçao en onderhorigheden. Vier jaren later trad hij af wegens zijn benoeming, bij K.B. van 23 april 1859, tot gouverneur van Suriname, welke functie hij aanvaardde op 11 augustus van dat jaar.
Het bestuur van Van Lansberge is een zeer belangrijk tijdperk in de geschiedenis van de kolonie. Twee gebeurtenissen van vergaande strekking, de afschaffing van de slavernij op 1 juli 1863 en de inwerkingtreding op 1 januari 1866 van het nieuwe Regeringsreglement (wet van 1 mei 1865, Stbl. no. 55) waarbij het vertegenwoordigend lichaam de Koloniale Staten in het leven werd geroepen, hadden onder zijn bestuur plaats.
Voor een groot deel is het aan zijn beleid te danken - daarbij krachtig bijgestaan door de procureur-generaal Jan Willem Gefken en gouvernementssecretaris Mr. Evert Adolf van Emden - dat de grote maatschappelijke ommekeer, de vrijverklaring van de slaven, plaatsvond zonder noemenswaardige schokken; de vrees voor ongeregeldheden was niet ongegrond, omdat in de laatste jaren op vele plantages ongeregeldheden onder de slaven hadden plaats gehad, die zelfs leidden tot de mislukte expeditie naar het weglopersdorp van Kapitein Broos en zijn broer Kaliko aan de Surnaukreek.
Dat Suriname een vertegenwoordiging kreeg is zeker voor een groot deel te danken aan Van Lansberge, die aan de regering als zijn overtuiging kenbaar maakte dat de kolonie daarvoor rijp was.
Onder zijn bestuur hadden ook de expedities naar de Marowijne (in 1860 en 1861) in verband met de grensregeling plaats. Bij de eerste van die expedities werden de Aluku of Boni-marrons in de Lawa ontheven van de voogdij der Aukaners. Op 29 juni 1867 legde hij het bestuur neer en vertrok op 2 augustus naar Nederland.
- Biografisch Portaal: 26801805
- International Standard Name Identifier: 0000 0003 9219 2339
- Nederlandse Thesaurus van Auteursnamen: 121284247
- Parlement.com: vg09lmg5pjzu
- Virtual International Authority File: 286189939
- WorldCat: E39PBJhCHd8BqQrxx33Yt4gVG3